# Théodore Agrippa d'Aubigné
Pour les articles homonymes, voir Agrippa et D'Aubigné.
Théodore Agrippa d'Aubigné, né d’Aubigny le 8 février 1552 au château de Saint-Maury près de Pons, et mort le 9 mai 1630 à Genève, est un homme de guerre, écrivain controversiste et poète baroque français. Il est notamment connu pour Les Tragiques, poème héroïque racontant les persécutions subies par les protestants.
Calviniste intransigeant, il soutient sans relâche le parti protestant, se mettant souvent en froid avec le roi Henri de Navarre, dont il fut l'un des principaux compagnons d'armes. Après la conversion de celui-ci, il rédige des textes ayant pour but d'accuser Henri IV de trahison envers l'Église. Chef de guerre, il s'illustre par ses exploits militaires et son caractère emporté et belliqueux. Ennemi acharné de l'Église romaine, critique vis-à-vis de la cour de France et souvent mal disposé à l'égard des princes, il s'illustre par son attachement farouche à la France protestante.

## Biographie

### Jeunesse
Théodore Agrippa est né à Saint-Maury près de Pons, en Saintonge. Il est le fils du juge Jean d’Aubigné, d'origine roturière, et de Catherine de L’Estang, de petite noblesse, qui meurt en lui donnant la vie. On l’appelle ainsi Agrippa, parce qu’il a été enfanté avec peine. Agrippa est baptisé dans la religion catholique, mais est élevé dans la religion calviniste.
Son père Jean, converti au calvinisme, prend part au soulèvement protestant et participe aux opérations de la conjuration d'Amboise sous les ordres de Tanneguy du Bouchet, dit Saint-Cyr, chef militaire protestant du Poitou. En avril 1560, alors qu'il passe par Amboise avec son fils, il lui aurait fait jurer de venger la mort de ses compagnons.
Sous la férule de précepteurs calvinistes, Agrippa apprend entre autres disciplines, le latin, le grec et l'hébreu. En avril 1562, pour ses études, Jean installe Agrippa à Paris chez Mathieu Béroalde. Deux mois plus tard, la guerre est déclenchée et, un arrêt ordonnant l'expulsion des protestants, Agrippa quitte la ville avec son professeur. Sur le chemin, ils sont arrêtés et emprisonnés par des pillards catholiques, mais ils parviennent à s’échapper grâce à un complice et gagnent Montargis, où les accueille Renée de France.
Ils séjournent ensuite à Orléans, où Agrippa est atteint de la peste, dont il guérit. Il se rompt aux armes, et assiste au siège d’Orléans au cours duquel meurt son père.
Envoyé à Genève en 1565, Agrippa y poursuit ses études sous la protection de Théodore de Bèze. Un an plus tard, il est contraint de fuir la ville du fait de son implication dans une histoire de mœurs : il accuse son condisciple Bartholomé Tecia de tentative de « bougrerie » sur sa personne. Tecia est condamné et exécuté par noyade. Lorsque éclate la deuxième guerre de religion, en 1567, il s’engage sans hésiter dans le régiment protestant d'Asnières où, en tant qu'enseigne, il mène les enfants perdus.
Absent, à la suite d’un duel, de Paris durant la Saint-Barthélemy, il échappe au massacre, mais en garde une rancune tenace contre la monarchie. Les Tragiques conservent la trace des visions d’horreur dont il fut le témoin.

### Au service du roi de Navarre

#### À la cour des Valois
Quelque temps après la Saint-Barthélemy, il retourne à la cour de France où il se lie avec le roi de Navarre, futur Henri IV, et devient son écuyer (août 1573). Il a vingt-et-un ans. À cette époque, Henri de Navarre est assigné à résidence à la cour et placé sous une étroite surveillance. On ignore si, comme lui, Aubigné a feint d'être catholique. Toujours est-il qu'il participe à la tentative d'évasion de son maître lors des évènements de la conjuration des Malcontents:89. L'affaire échoue, et Henri de Navarre doit donner des gages de sa soumission en écartant ses serviteurs les plus suspects et en envoyant ses hommes combattre les troupes protestantes. Aubigné se retrouve alors enrôlé à plusieurs reprises dans l'armée catholique:91-97. Dans son Histoire universelle, il écrit : « Le roi de Navarre y envoya sa maison et ses gardes et surtout ceux qui sentoyent le fagot et qui travailloient à sa liberté. » Guidon du seigneur de Fervaques, il combat les protestants en Normandie, puis à la bataille de Dormans, où il se lie d'amitié avec le duc de Guise:99.
À la cour où il côtoie les plus grands, il fait figure de courtisan accompli. Apprécié pour son intelligence et son esprit mordant, il aurait fait partie de l'Académie de musique et de poésie qui siège au Palais du Louvre. Amateur de mascarades et de joutes, il invente des divertissements de cour et se fait connaître comme expert en magie. C'est aussi un querelleur courant sans cesse après les duels:99-105. Le 26 juin 1574, il assiste « à l’exécution du comte de Montgommery sur la place de Grève, qui le salua, lui et Fervaques avant de mourir.
Il fait partie des compagnons du roi de Navarre lorsque ce dernier fuit la cour le 4 février 1576.

#### À la cour de Nérac: entre faveur et disgrâce
Cette amitié entre le futur roi et son écuyer dure plusieurs années, Henri de Navarre lui confiant de nombreuses missions. Mais de caractère emporté et intransigeant, il se brouille à de nombreuses reprises avec son maître, auquel il reproche de ne pas être suffisamment attaché à la cause protestante, l'accusant de trop favoriser les catholiques de son entourage. Alors qu’Henri de Navarre, porté à la conciliation, ménage la cour de France, il appelle à la poursuite de la lutte. Après la signature de la paix de Poitiers qu'il condamne, il quitte une première fois son maître, en 1577. Grièvement blessé à Casteljaloux, il se retire pendant deux ans sur ses terres aux Landes-Guinemer dans le Blaisois où il se met à écrire. Selon la légende qu’il a lui-même forgée bien plus tard, c’est à Casteljaloux que, alors qu'il était entre la vie et la mort, lui seraient venues les premières « clauses » de son grand poème épique sur les guerres de religion, Les Tragiques.
Aubigné retourne à la cour de Navarre en 1579. En 1582, il est au plus mal avec la reine Marguerite de Valois qui demande à son époux de l'éloigner. Ses relations avec Diane d'Andoins, maîtresse du roi, ne sont pas meilleures:174. En 1588, il déconseille au roi de se séparer de son épouse légitime pour épouser sa maîtresse:202. Entretemps, il a épousé Suzanne de Lusignan de Lezay, au château de Bougouin à La Crèche, en 1583.

#### Les dernières désillusions
Pendant les guerres de la Ligue, il s'illustre de nouveau au combat. Il participe à la bataille de Coutras que remporte Henri sur l'armée royale en 1587. Henri de Navarre le nomme maréchal de camp en 1586, puis gouverneur d’Oléron et de Maillezais, qu’il avait conquis par les armes en 1589, puis vice-amiral de Guyenne et de Bretagne.
Après l’assassinat du duc de Guise en 1588, il reprend part aux combats politiques et militaires de son temps. Il est alors le représentant de la tendance dure du parti protestant (« les Fermes ») et voit d’un mauvais œil les concessions faites par le chef de son parti pour accéder au trône. Comme de nombreux protestants, d’Aubigné ressent l’abjuration d’Henri IV, en 1593, comme une trahison. Les divergences politiques et religieuses finissent par le séparer du roi. Il est peu à peu écarté de la cour, dont il se retira définitivement après l’assassinat d’Henri IV en 1610. À partir de 1620, sa tête est mise à prix, il s’exile définitivement et en secret grâce à son ami d'enfance Jean d'Harambure dit le Borgne à Genève. Aubigné et Henri IV ne se doutaient pas que leurs petits-enfants respectifs, Françoise d’Aubigné et Louis XIV, s'uniraient en 1683.

### Retraite et exil

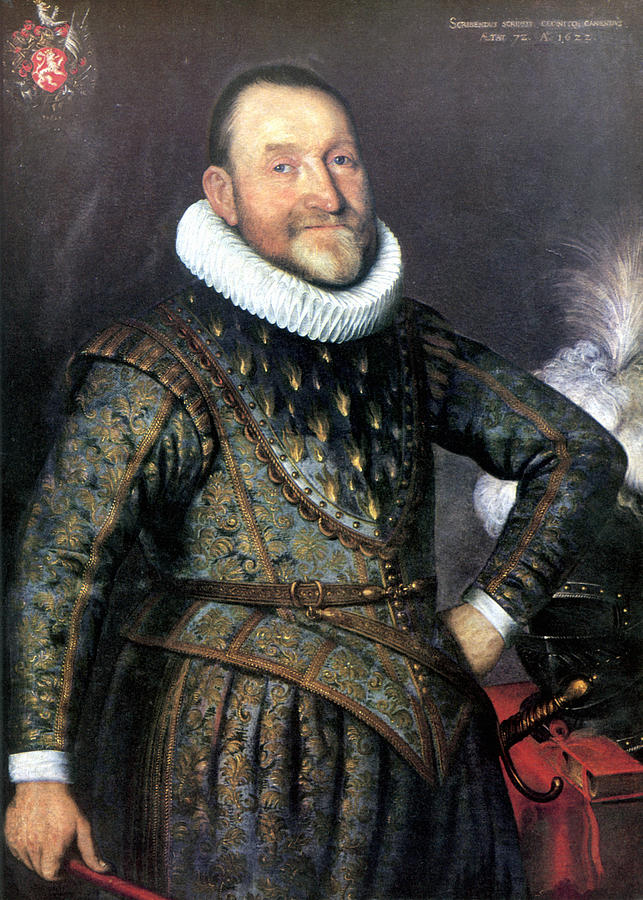
Agrippa d'Aubigné en 1622, huile sur toile de, Kunstmuseum (Bâle).

En 1611, à l’Assemblée des églises protestantes de Saumur, d’Aubigné, élu pour le Poitou, ridiculise le parti des « Prudents » dans Le Caducée ou l’Ange de la paix.
Il semblerait que c’est à cette période qu’il se tourna vers l’écriture de ses œuvres, et en particulier des Tragiques. Mais ce n’est pour lui qu’un autre moyen de prendre les armes, en multipliant les pamphlets anti-catholiques et les attaques polémiques contre les protestants convertis.
De son premier mariage avec Suzanne de Lusignan de Lezay, d'une branche cadette de l'illustre maison de Lusignan, il a un fils, Constant d'Aubigné, père de Françoise d’Aubigné, la future marquise de Maintenon, et deux filles, Louise Arthémise de Villette et Marie de Caumont d’Adde (1586-1624). Son fils Constant lui cause les plus grandes déceptions de sa vie. À sa grande horreur, ce dernier abjure le protestantisme en 1618 pour mener une vie de débauche dans le château paternel de Maillezais et de malversation, avant de tuer sa première femme, surprise en flagrant délit d’adultère dans une auberge, et de se remarier en prison à Jeanne de Cardilhac. Cette dernière donnera naissance à Françoise d'Aubigné (qui deviendra marquise de Maintenon et maîtresse puis épouse du roi de France Louis XIV). Il le déshérite, plongeant du même coup sa belle-fille et ses petits-enfants dans la misère.
Après la mort de son épouse en 1596, d'Aubigné a un fils naturel avec Jacqueline Chayer, Nathan d'Aubigné, ancêtre de la famille suisse des Merle d'Aubigné.
Refusant tout compromis, d’Aubigné est contraint de quitter la France, en 1620, après la condamnation de son Histoire universelle depuis 1550 jusqu’en 1601 par le Parlement. Il se retire alors à Genève, où est publié l’essentiel de ses œuvres. Il y épouse, en 1623, Renée Burlamacchi, petite-fille du Lucquois Francesco Burlamacchi.
Agrippa d’Aubigné meurt à Jussy le 9 mai 1630, à l’âge de 78 ans.

## Hommages

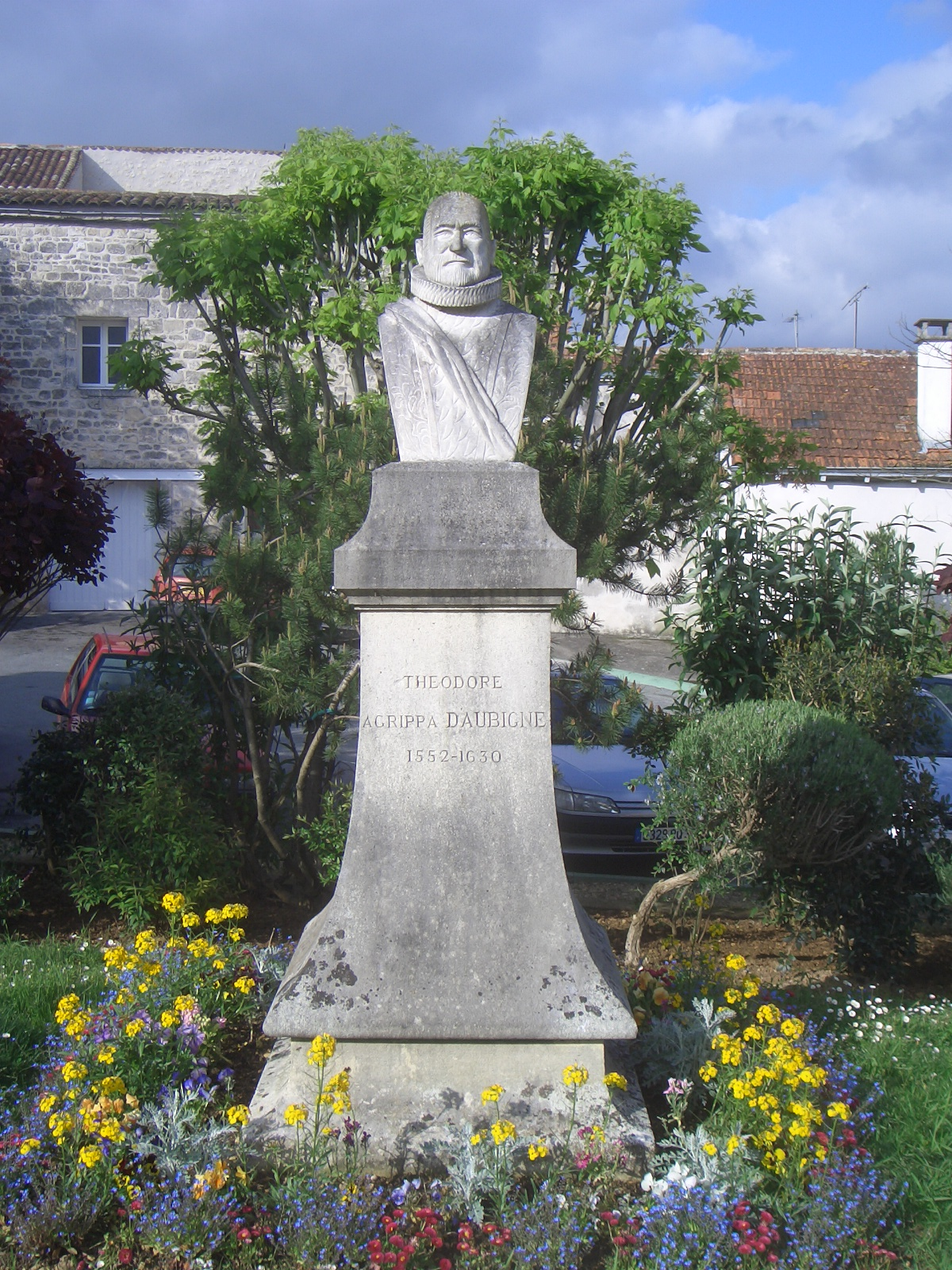
Buste de Théodore Agrippa d'Aubigné à Pons.

- Dans le 4e arrondissement de Paris, une rue Agrippa-d’Aubigné, située entre le boulevard Morland et le quai Henri-IV, lui est dédiée.
- À Genève, une promenade, située derrière la cathédrale à l’emplacement de l’ancien château épiscopal, porte aussi son nom. Terrasse Agrippa-d’Aubigné, 1204 Genève, Suisse. 46° 12′ 06″ N, 6° 08′ 56″ E.
- À La Rochelle, dans le quartier de La Genette, une rue Agrippa-d’Aubigné.
- À Nîmes, une petite rue qui se trouve a proximité des Jardins de la Fontaine.
- À Clermont-Ferrand, une rue qui se trouve derrière la gare.
- À Saintes, un collège porte le nom d'Agrippa-d'Aubigné.
- La Tragédie humaine, pour chœur mixte et orchestre de Darius Milhaud (1958).
- Préparatif à la mort et allégorie maritime, de Darius Milhaud (1963).

## L’œuvre littéraire
Méconnu de ses contemporains, il est redécouvert à l’époque romantique, notamment par Victor Hugo, puis par le critique Sainte-Beuve.
En 1976, dans une chanson polémique et anticolonialiste, Un air de liberté, Jean Ferrat le mentionne : « La terre n’aime pas le sang ni les ordures, Agrippa d'Aubigné le disait en son temps, votre cause déjà sentait la pourriture. » Son œuvre la plus connue est son recueil Les Tragiques.
Mais d'Aubigné n’est pas l’auteur d’une seule œuvre. Le Printemps est un recueil de sonnets amoureux, de stances et d’odes qui reprend la lyrique pétrarquiste sur les tons opposés de la rage du désespoir et d'une fantaisie plus légère. Le premier recueil de sonnets du Printemps, L'Hécatombe à Diane, est dédié à Diane Salviati, jeune fille qu'il aimait et qu'il n'a pas pu épouser à cause de la différence de religion,. À la fin de sa vie, les Petites œuvres meslees associent des Méditations sur les Psaumes et des poésies religieuses.
L’essentiel de son œuvre est polémique. D'Aubigné, engagé dans les combats de son époque, cherche ainsi à discréditer les vanités de la cour royale et la religion catholique dans la Confession du Sieur de Sancy,,, et Les Aventures du baron de Faeneste. Son Histoire universelle est aussi, malgré son titre, une œuvre engagée, destinée à justifier l'autonomie politique et militaire des protestants français. Il publie aussi de nombreux opuscules politiques.
Il est l'inventeur de la formule qu'il met dans la bouche d'Henri IV sur le champ de bataille d'Ivry : « Ralliez-vous à mon panache blanc », qui est ensuite complétée par Hardouin de Péréfixe puis par Voltaire.
À la fin de son existence, il écrit ses mémoires sous le titre Sa vie à ses enfants (Constant, Marie et Louise), pour leur montrer « sa gloire » et « ses fautes » et leur être par là-même un exemple profitable.

## Œuvres

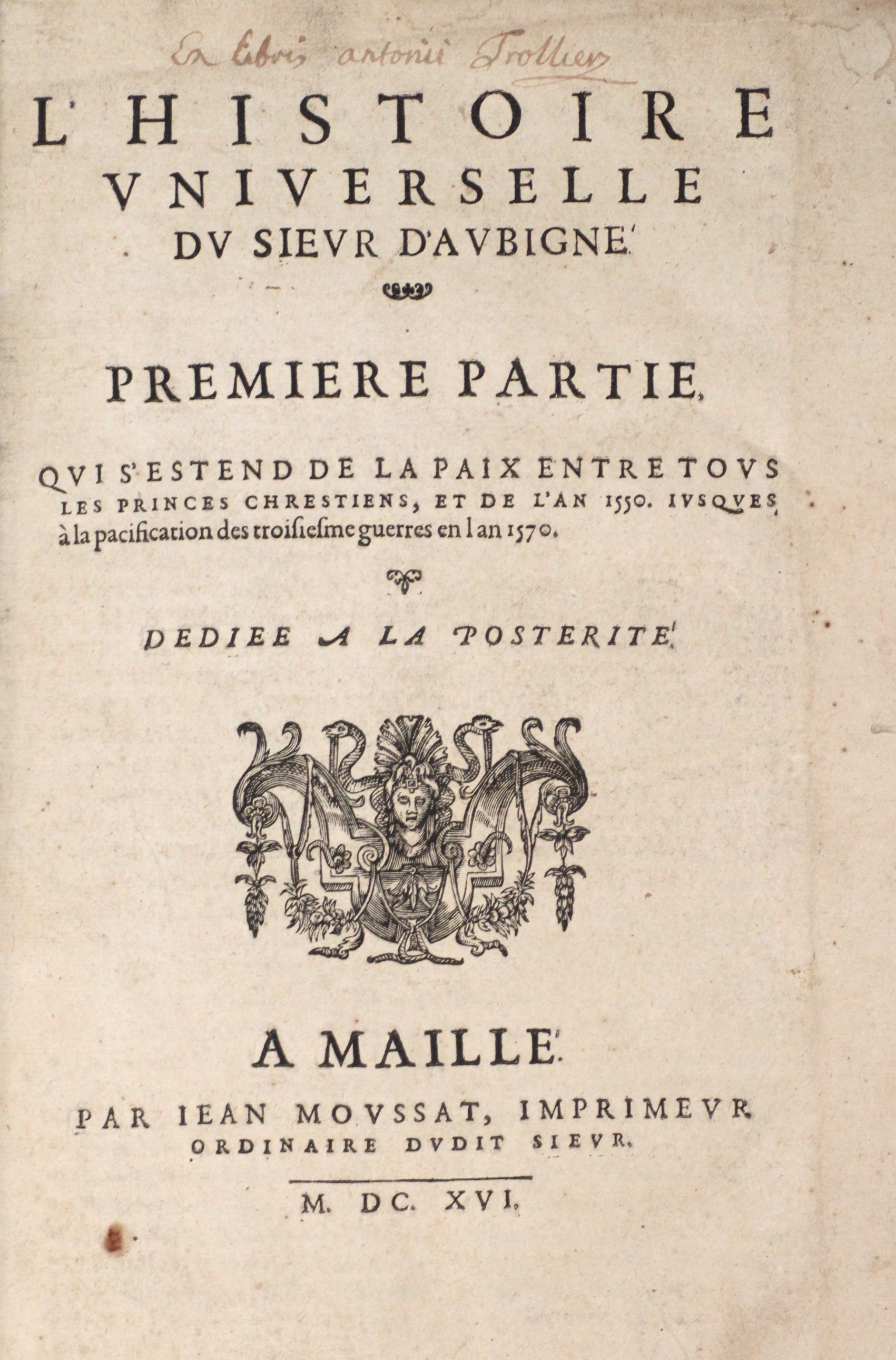
Histoire Universelle, 1616.

- Hécatombe à Diane : recueil de sonnets (lire en ligne).
- Les Tragiques, Éd. Frank Lestringant, Paris, Gallimard, 1995  (ISBN 978-2-07-073724-6).
- Les Tragiques  (1616, retravaillé sur manuscrit jusqu'en 1630), éd. Jean-Raymond Fanlo, Paris, Champions Classiques, 2006.
- André Thierry (dir.), Histoire universelle, Genève, Droz, 1981-2000, 11 vol., 1616-1630 (ISBN 978-2-600-00462-6, lire en ligne sur Gallica).
- Les Aventures du baron de Faeneste (1617, 1619,1630), Éd. Prosper Mérimée, Nendeln, Liechtenstein, Kraus Reprint, 1972, lire en ligne sur Gallica.
- Petites œuvres meslées du sieur d’Aubigné (1630) Genève, Aubert, 1968, lire en ligne sur Gallica.
- Mémoires de Théodore Agrippa d’Aubigné publiés pour la première fois d’après le ms. de la bibliothèque du Louvre par M. Ludovic Lalanne, suivis de fragments de l’histoire universelle de d’Aubigné et de pièces inédites, Éd. Ludovic Lalanne, Paris, Charpentier, 1854, lire en ligne sur Gallica.
- Sa Vie à ses enfants, Paris, Nizet, 1986.Il s’agit d’une édition plus récente du texte publié par Lalanne sous le titre de Mémoires.
- Le Printemps : l’hécatombe à Diane et Les stances (1873-1892), éd. H. Weber, Paris, Presses universitaires de France, 1960.
- Œuvres, Henri Weber, Jacques Bailbé, Paris, Gallimard, La Pléiade, 1969.
- La Responce de Michau l’aveugle, suivie de La replique de Michau l’aveugle : deux pamphlets théologiques anonymes publiés avec des pièces catholiques de la controverse, éd. Jean-Raymond Fanlo, Paris, Honoré Champion, 1996  (ISBN 978-2-85203-613-0).Longtemps attribués au ministre La Blachière de Niort.
- Petites œuvres meslees, Éd. Véronique Ferrer, Paris, Champion, 2004  (ISBN 978-2-7453-0988-4).
- Écrits politiques, éd. Jean-Raymond Fanlo, Paris, Champion, 2007.

## Pour approfondir

## Archives
Fonds : Papiers Théodore Agrippa d'Aubigné (1520-1719) [23 volumes ; 2,3 mètres linéaires, papiers personnels, œuvre littéraire (Histoire universelle, la Confession du sieur de Sancy, Jambonika, le Printemps, Les Tragiques, Création) et autres poèmes en français et en latin, écrits politiques et correspondance, manuscrits relatifs à l'Histoire de France de 1558 à 1687, manuscrits relatifs à l'histoire du Dauphiné en 1581, recueil de divers traités signés entre 1561 et 1685.].  Cote : CH-000007-9 CH BGE Arch. Tronchin 141-163. Genève : Bibliothèque de Genève (présentation en ligne).